# Duck (オーバークロッカー)

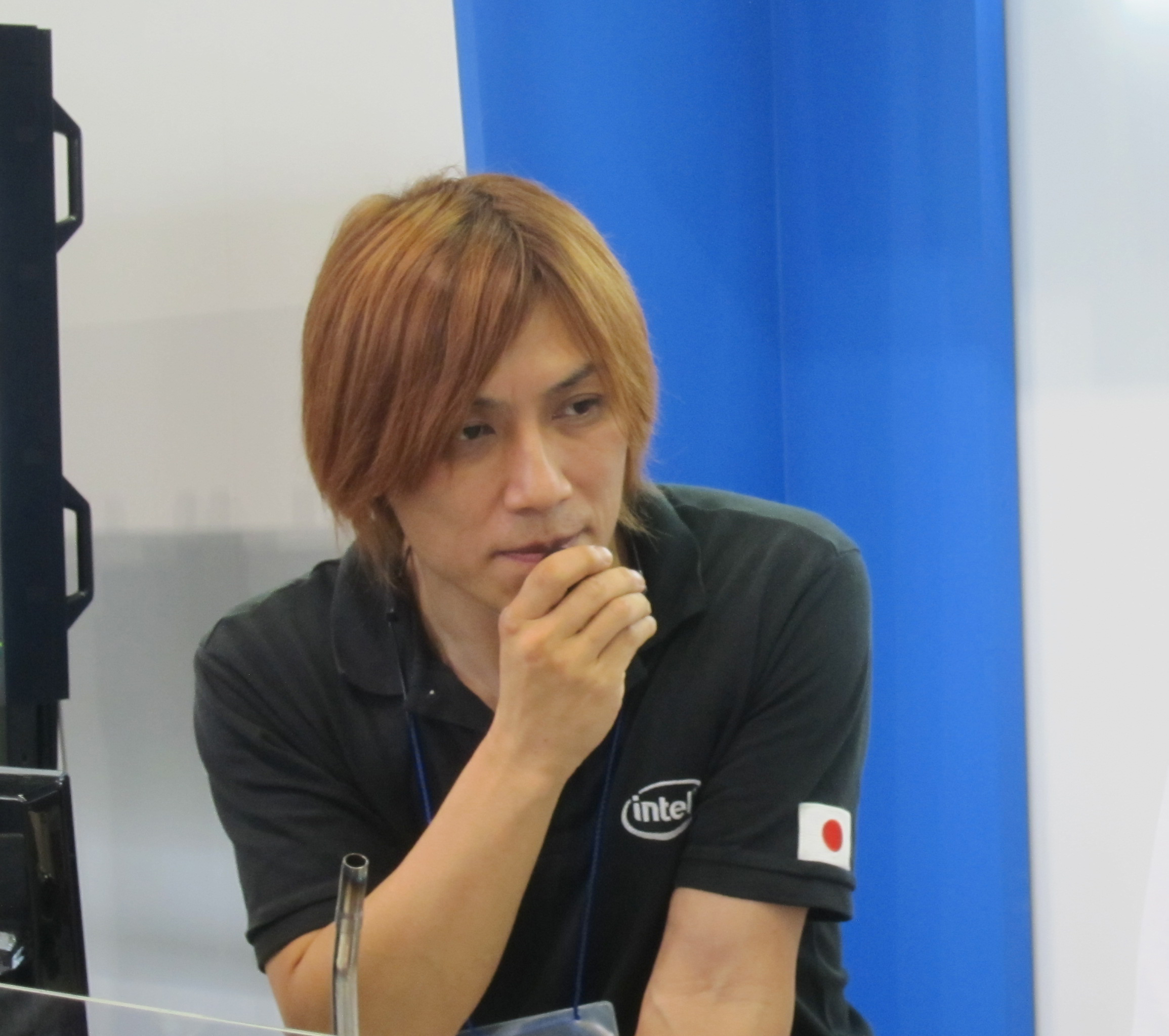
duck(下川 泰和)　秋葉原インテルイベントでの写真

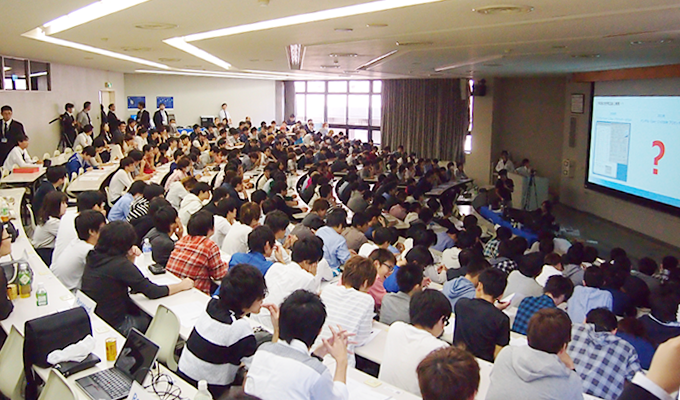
オーバークロックイベント日本工学院でのイベントの様子

duck (ダック、本名：下川 泰和）は、1990年代前半頃、ストリートからデビューしたバンド、イエローダックのギタリストで現在はオーバークロッカーとして活動している日本の人物。
オーバークロック黎明期にPentium 4の8.2GHz駆動をはじめとする数え切れないほどのオーバークロックの世界記録を樹立し現在も保持している。OC専用パーツブランド「Japan Cooling Artist」を立ち上げ、世界中のオーバークロックの大会やイベントに出演し、台湾パーツメーカーの新製品開発にも協力する。
2010年からパーツ専門雑誌において国内外初となる液体窒素冷却を中心としたオーバークロック講座の連載を開始(DOSVパワーレポート Art of OverClock  インプレス社、現在は休載）他、多数のOC関連記事を執筆。同年、米国LAにてintel関係者立会いのもとCPUのオーバークロック世界記録に挑み、intel社の現行製品であるCore i シリーズの世界記録を達成した。なおその模様は世界同時中継された。
2011年にグラフィックカードメーカーのGalaxy microsystems（本社香港）と専属契約を交わし、日本人初のプロのオーバークロッカーとなった。オーバークロックを題材とした漫画「87CLOCKERS」（二ノ宮知子作、ヤングジャンプ　集英社）の監修も行っている。なお、漫画87CLOCKERSの主人公の一人”ミケ”はduck氏をモデルとしたものだが、その他の登場人物についての詳細は明かされていない
オーバークロック競技の中でも特にDRAMのチューニングを得意としており、2019年にはduck氏の名前を冠した超高性能メモリDuck OC Limited EditionがGALAX OC LABより世界発売された
2014年から日本工学院専門学校 東京工科大学にてオーバークロックイベントを実施、また翌2015年、2022年にも日本工学院 八王子キャンパスでの紅華祭で講演。若いオーバークロッカーの人材育成に力を入れている。